# Andrea Borella
Andrea Borella (* 23. Juni 1961 in Mestre) ist ein ehemaliger italienischer Florett-Fechter. Er nahm an drei Olympischen Spielen teil und gewann dabei eine Goldmedaille.

## Karriere
Borella wurde 1981 und 1983 Europameister im Florett-Einzel. Er startete bei den Olympischen Sommerspielen 1984 in Los Angeles im Florett-Einzel und mit der Florett-Mannschaft. Im Einzel konnte er Platz fünf erreichen, mit der Mannschaft gewann er Gold, obwohl Borella im Finale alle Einsätze verlor. Vier Jahre später, bei den Olympischen Sommerspielen 1988 in Seoul, konnte Bortella nicht an seine Erfolge von Los Angeles anknüpfen. Mit der Mannschaft erreichte er Platz sieben, im Einzel nur den 41. Platz. Bei seiner letzten Olympiateilnahme, 1992 in Barcelona, konnte Borella noch einmal den fünften Platz im Florett-Einzel erreichen. Mit der Mannschaft gelang ihm ein sechster Platz.
Borella gewann bei den Fechtweltmeisterschaften 1986 einen Einzeltitel und mit der Mannschaft vier Gold-, fünf Silber- und eine Bronzemedaille. Er heiratete die Fechterin Francesca Bortolozzi. Sein Cousin Fabio Dal Zotto wurde 1976 Olympiasieger mit dem Florett.